# کلاس ابنر

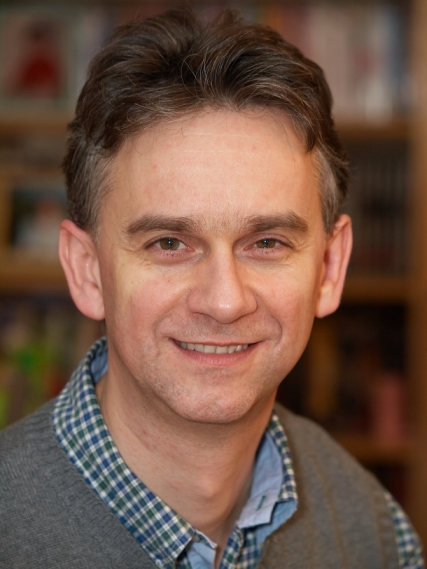
کلاوس ابنر

کلاوس ابنر (به آلمانی: Klaus Ebner) (متولد ۸ اوت ۱۹۶۴ در وین) نویسنده اتریشی است.
اولین کتاب مجموعه داستان‌های کوتاه وی در سال ۲۰۰۷ منتشر شد.

## آثار
- ۲۰۰۷: Lose، شابک ‎۹۷۸−۳−۸۵۲۵۱−۱۹۷−۹
- ۲۰۰۸: Auf der Kippe، شابک ‎۹۷۸−۳−۹۰۲۵۴۷−۶۷−۵
- ۲۰۰۸: Hominide، شابک ‎۹۷۸−۳−۹۵۰۲۲۹۹−۷−۴
- ۲۰۰۹: Vermells ، شابک ‎۹۷۸−۸۴−۹۲۵۵۵−۱۰−۹

## جایزه ادبیات
- ۲۰۰۸: Arbeitsstipendium اتریش
- ۲۰۰۷: Wiener Werkstattpreis (وین)
- ۲۰۰۷: Reisstipendium اتریش
- ۲۰۰۷: Premio Internazionale di Poesia: menzione (رجو کالابریا)
- ۲۰۰۵: Feldkircher Lyrikpreis
- ۲۰۰۴: La Catalana de Lletres: menció (بارسلون)